# Eulepidotis dominicata
Eulepidotis dominicata là một loài bướm đêm trong họ Erebidae.